# Ignacio Ugarte y Bereciartu
Ignacio Ugarte y Bereciartu (San Sebastián, 1858-1914) fue un pintor español representante del luminismo que cultivó los temas de historia, el paisaje, la pintura religiosa, el retrato y la pintura decorativa.

## Biografía
Nació en San Sebastián en una familia económicamente acomodada. 
Se formó en la Escuela de Bellas Artes donostiarra y en la Escuela de San Fernando de Madrid donde fue discípulo de Alejandro Ferrant.
En 1884   formó parte de la primera promoción de pensionados de mérito en la Academia Española de Roma donde trabó amistad con Joaquín Sorolla con el que  compartió muchos veraneos en San Sebastián.
En su casa, villa María de Ategorrieta,  Joaquín Sorolla pintó el panel del comedor.  
En estas primeras etapas tomó contacto con el luminismo  manteniendo la orientación academicista, se abre a la pintura al aire libre, alternando los alrededores donostiarras con el Retiro madrileño.
Entre 1899 y 1902 ejerció de profesor en la Real Academia de Bellas Artes de San Fernando. Durante este período madrileño elaboró temas costumbristas españoles como Gitanas, Manolas, Floristas madrileñas o Lagarteranas.
De vuelta en su ciudad natal, cultivó estos años los paisajes y los retratos, destacando los de la Reina María Cristina,  el de Juan Miguel Orcolaga o del conde de Romanones.
Remitió asiduamente sus obras a exposiciones y certámenes locales y nacionales. Fue premiado con segunda medalla en las Nacionales de 1892 y 1895 por los lienzos titulados Las sardineras y Casa de Misericordia en San Sebastián, mismo galardón que obtuvo en la Internacional de Barcelona de 1895. Participó en las muestras del madrileño Círculo de Bellas Artes, en la de Artistas Vascos de 1912 y en la Regional de San Sebastián de 1913.
Como decorador destacó su trabajo ornamental como muralista en la cúpula central  del Teatro Victoria Eugenia de San Sebastián entre 1911 y 1912 encargado por el arquitecto Francisco Urcola.
Fue un representante esencial  del luminismo, fue pintor de caballete y de estudio y heredero de la pintura romántica, apreciándose en su obra diversos resabios decimonónicos. 
Poseen obra de Ugarte los museos de San Sebastián,  Bilbao, El Prado, Nueva York, Londres, Buenos Aires y numerosas colecciones privadas vascas. 
, 
Falleció en San Sebastián en 1914.

## Obras destacadas
Las sardineras (1892). Museo del  Prado
La vuelta de la pesca (1897). Museo del Prado
Mural de la Coronación de la Virgen.(1905). Parroquia de Azcoitia.
Dejad que los niños se acerquen a mi. (1906). Casa Cuna de Fraisoro. 
Mural en la cúpula central del teatro Victoria Eugenia de San Sebastián. (1912)